# Landtagswahlkreis Gütersloh III
Der Landtagswahlkreis Gütersloh III (96) ist ein Landtagswahlkreis in Nordrhein-Westfalen. Er umfasst die Gemeinden Langenberg, Rheda-Wiedenbrück, Rietberg, Verl und Schloß Holte-Stukenbrock im Kreis Gütersloh.
Auf dem heutigen Gebiet befand sich von 1980 bis 2000 der Wahlkreis Gütersloh I. Gütersloh III umfasste Borgholzhausen, Halle (Westf.), Harsewinkel, Steinhagen, Versmold und Werther, zur Landtagswahl 2005 gab dieser Wahlkreis Harsewinkel ab, gewann jedoch einen Teil von Bielefeld dazu. Seitdem heißt dieser Landtagswahlkreis Gütersloh I – Bielefeld III (94).

## Landtagswahl 2022
| Direktkandidat     | Partei   | Erststimmen in % | Zweitstimmen in % |
| ------------------ | -------- | ---------------- | ----------------- |
| André Kuper        | CDU      | 53,3             | 46,7              |
| Rachel Hasler      | SPD      | 18,5             | 18,9              |
| Bernd Mester       | GRÜNE    | 14,9             | 16,2              |
| Johannes Brinkrolf | AfD      | 5,4              | 5,2               |
| Berit Seidel       | FDP      | 5,0              | 6,0               |
| Marcus Schwermann  | LINKE    | 1,7              | 1,4               |
| -                  | Sonstige | 1,3              | 5,3               |

Bei der Landtagswahl 2022 trat der bisherige Wahlkreisabgeordnete und Landtagspräsident André Kuper (CDU) gegen die 23-jährige Kommunalpolitikerin Rachel Hasler (SPD) aus Verl, den Kommunalpolitiker und Krankenpfleger Bernd Mester (Grüne), die 29-jährige Juristin Berit Seidel (FDP) und den 46-jährigen Sachbearbeiter bei der Familienkasse NRW Marcus Schwermann (LINKE) an. Er gewann Wahlkreis bei leichten Verlusten an Erststimmen (minus zwei Prozentpunkte) deutlich.

## Landtagswahl 2017
| Direktkandidat        | Partei         | Erststimmen in % | Zweitstimmen in % |
| --------------------- | -------------- | ---------------- | ----------------- |
| André Kuper           | CDU            | 55,32            | 44,08             |
| Jan Michael Goldberg  | SPD            | 23,39            | 25,89             |
| Sonja von Zons        | GRÜNE          | 5,57             | 5,48              |
| Ulrich Klotz          | FDP            | 7,09             | 12,25             |
| Michael Schreiber     | PIRATEN        | 1,36             | 0,79              |
| Uschi Kappeler        | LINKE          | 2,99             | 3,03              |
| Johannes Brinkrolf    | AfD            | 4,11             | 5,50              |
| Georg Tschammer-Osten | Einzelbewerber | 0,17             | -                 |
| -                     | Sonstige       | -                | 2,97              |

Der Wahlkreis wird im Landtag durch den Wahlkreisabgeordneten André Kuper (CDU) vertreten, der dem Parlament seit 2012 angehört und am 1. Juni 2017 zum Landtagspräsidenten gewählt wurde.

## Landtagswahl 2012
Von 99.016 Wahlberechtigten gaben 59.955 (60,55 %) ihre Stimme ab.
| Direktkandidat         | Partei       | Erststimmen in % | Zweitstimmen in % |
| ---------------------- | ------------ | ---------------- | ----------------- |
| André Kuper            | CDU          | 49,57            | 38,07             |
| Jochen Gürtler         | SPD          | 28,22            | 31,65             |
| Volker Brüggenjürgen   | GRÜNE        | 9,61             | 9,49              |
| Thorsten Ruppel        | FDP          | 4,15             | 8,51              |
| Bernd Bauer            | LINKE        | 1,62             | 1,55              |
| Jonas Aust             | PIRATEN      | 5,92             | 6,43              |
| Norbert Heinrichsmeier | Freie Wähler | 0,91             | 0,71              |
| -                      | Sonstige     | -                | 3,59              |

Bei der Landtagswahl 2012 direkt gewählter Abgeordneter ist André Kuper von der CDU.

## Landtagswahl 2010
Zum Landtagswahlkreis Gütersloh III (96) gehörten 2010 die Städte und Gemeinden Langenberg, Rheda-Wiedenbrück, Rietberg, Schloß Holte Stukenbrock und Verl aus dem Süden des Kreises Gütersloh. Stimmberechtigt waren 98.665 Bürger, von denen 58.363 (59,2 %) gewählt haben.
| Direktkandidat     | Partei   | Erststimmen in % | Zweitstimmen in % |
| ------------------ | -------- | ---------------- | ----------------- |
| Michael Brinkmeier | CDU      | 52,9             | 46,1              |
| Jochen Gürtler     | SPD      | 25,8             | 26,4              |
| Daniel Greitens    | GRÜNE    | 10,0             | 10,9              |
| Thorsten Ruppel    | FDP      | 4,7              | 7,4               |
| Jutta Granzow      | Linke    | 4,0              | 4,2               |
| Johannes Brinkrolf | FAMILIE  | 1,6              | 0,9               |
| Sven Böhle         | PIRATEN  | 1,2              | 1,1               |
| -                  | Sonstige | –                | 3,0               |

Bei der Landtagswahl 2010 direkt gewählter Abgeordneter ist Michael Brinkmeier (CDU).
Quelle: 

## Landtagswahl 2005
Zum Landtagswahlkreis 96 Gütersloh III gehörten 2005 die Städte und Gemeinden Langenberg, Rheda-Wiedenbrück, Rietberg, Schloß Holte Stukenbrock und Verl aus dem Süden des Kreises Gütersloh. Wahlberechtigt waren 95.965 Einwohner von denen 62.306 (64,9 %) ihre Stimme abgaben.
| Direktkandidat     | Partei | Stimmen in % |
| ------------------ | ------ | ------------ |
| Andreas Ovelgönne  | SPD    | 25,3         |
| Michael Brinkmeier | CDU    | 60,6         |
| Johannes Wilke     | FDP    | 5,6          |
| Dietmar Mückshoff  | GRÜNE  | 4,3          |
| Friedhelm Mützel   | REP    | 0,4          |
| Siegfried Reball   | NPD    | 1,0          |
| Reinhard Wersing   | ödp    | 0,5          |
| Friedrich Ludwig   | WASG   | 2,5          |

Bei der Landtagswahl 2005 direkt gewählter Abgeordneter ist Michael Brinkmeier (CDU).
Quelle: 

## Landtagswahl 2000
Zum Landtagswahlkreis 104 Gütersloh III gehörten 2000 die Städte und Gemeinden Borgholzhausen, Halle (Westf.), Harsewinkel, Steinhagen, Versmold und Werther (Westf.). Dem Wahlkreis gehörten 75.432 Wahlberechtigte an von denen 44.139 (58,5 %) ihre Stimme abgaben.
| Direktkandidat          | Partei  | Stimmen in % |
| ----------------------- | ------- | ------------ |
| Ursula Bolte            | SPD     | 42,7         |
| Hans-Josef Reicherts    | CDU     | 37,0         |
| Helga Lange             | GRÜNE   | 7,6          |
| Claudius Bündgen        | FDP     | 9,5          |
| Monika Manes            | REP     | 1,0          |
| Dirk Umbach             | ödp     | 0,4          |
| Friedrich-Karl Diekmann | Rentner | 1,0          |
| Carsten Holzapfel       | PDS     | 0,8          |

Quelle: 

## Landtagswahl 1995
| Direktkandidat     | Partei      | Stimmen in % |
| ------------------ | ----------- | ------------ |
| Ursula Bolte       | SPD         | 42,9         |
| Heinrich Consbruch | CDU         | 41,0         |
| Silke Wehmeier     | FDP         | 4,1          |
| Helga Lange        | GRÜNE       | 10,3         |
| Dietmar Hauke      | REP         | 0,9          |
| Dirk Umbach        | ödp         | 0,5          |
| Conrad Nolte       | Naturgesetz | 0,3          |

Quelle: 